# Nuôi dạy con cái
Nuôi dạy con cái hoặc làm cha mẹ là quá trình thúc đẩy và hỗ trợ sự phát triển về thể chất, cảm xúc, xã hội và trí tuệ của trẻ từ khi còn nhỏ đến khi trưởng thành. Nuôi dạy con cái đề cập đến những rắc rối của việc nuôi dạy một đứa trẻ và không chỉ dành riêng cho mối quan hệ cha mẹ sinh học.
Người chăm sóc phổ biến nhất trong việc nuôi dạy con cái là cha hoặc mẹ, hoặc cả hai, cha mẹ ruột của đứa trẻ đang được đề cập, mặc dù người thay thế có thể là anh chị em ruột, cha mẹ kế, ông bà, người giám hộ hợp pháp, dì, chú hoặc thành viên khác trong gia đình, hoặc một người bạn của gia đình. Chính phủ và xã hội cũng có thể có một vai trò trong việc nuôi dạy trẻ em. Trong nhiều trường hợp, trẻ mồ côi hoặc bị bỏ rơi nhận được sự chăm sóc của cha mẹ từ các mối quan hệ không phải cha mẹ hoặc không có quan hệ huyết thống. Những người khác có thể được nhận nuôi, lớn lên trong sự chăm sóc nuôi dưỡng, hoặc được đưa vào trại trẻ mồ côi. Kỹ năng làm cha mẹ khác nhau, và cha mẹ hoặc người thay thế có kỹ năng làm cha mẹ tốt có thể được gọi là cha mẹ tốt.
Phong cách làm cha mẹ thay đổi theo khoảng thời gian lịch sử, chủng tộc / sắc tộc, tầng lớp xã hội và các đặc điểm xã hội khác. Ngoài ra, nghiên cứu hỗ trợ rằng lịch sử của cha mẹ cả về các chấp trước về chất lượng khác nhau cũng như tâm lý của cha mẹ, đặc biệt là sau những trải nghiệm bất lợi, có thể ảnh hưởng mạnh đến sự nhạy cảm của cha mẹ và kết quả của con cái.

## Các yếu tố ảnh hưởng đến quyết định

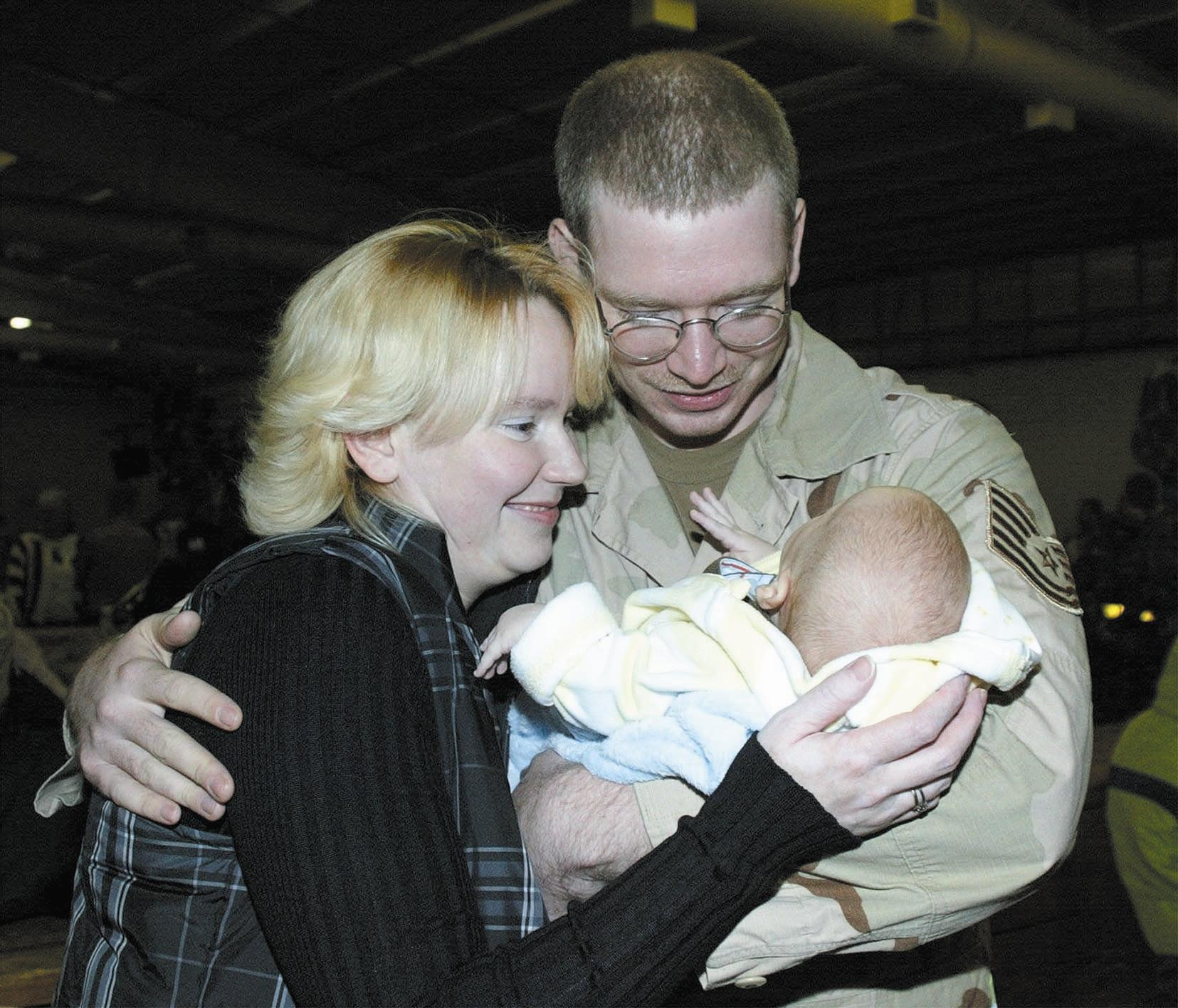
Một người cha gặp con trai lần đầu tiên

Tầng lớp xã hội, sự giàu có, văn hóa và thu nhập có tác động rất mạnh mẽ đến những phương pháp nuôi dạy con cái mà cha mẹ sử dụng. Các giá trị văn hóa đóng một vai trò quan trọng trong cách cha mẹ nuôi dạy con cái họ. Tuy nhiên, việc nuôi dạy con cái luôn phát triển; khi thời đại, tập tục văn hóa, chuẩn mực xã hội và truyền thống thay đổi 
Trong tâm lý học, lý thuyết đầu tư của cha mẹ cho thấy rằng sự khác biệt cơ bản giữa nam và nữ trong đầu tư của cha mẹ có ý nghĩa thích nghi lớn và dẫn đến sự khác biệt về giới trong xu hướng và sở thích giao phối.
Tầng lớp xã hội của một gia đình đóng một vai trò lớn trong các cơ hội và nguồn lực sẽ có sẵn cho một đứa trẻ. Trẻ em ở tầng lớp lao động thường lớn lên trong tình trạng bất lợi với việc đi học, cộng đồng và mức độ quan tâm của phụ huynh so với những người thuộc tầng lớp trung lưu hoặc thượng lưu . Ngoài ra, các gia đình thuộc tầng lớp lao động thấp hơn không có được mạng lưới mà tầng lớp trung lưu và thượng lưu thực hiện thông qua các thành viên gia đình, bạn bè và các cá nhân hoặc nhóm cộng đồng cũng như các chuyên gia hoặc chuyên gia khác nhau.

## Phong cách
Một phong cách làm cha mẹ là biểu thị của khí hậu cảm xúc tổng thể trong nhà. Nhà tâm lý học phát triển Diana Baumrind đã xác định ba phong cách nuôi dạy con chính trong sự phát triển sớm của trẻ: độc tài, ra lệnh và cho phép (chiều chuộng). Số kiểu nuôi dạy con này sau đó đã được mở rộng thành bốn, để bao gồm một kiểu: không quan tâm. Một mặt, bốn phong cách này liên quan đến sự kết hợp giữa chấp nhận và đáp ứng, và lần lượt, liên quan đến nhu cầu và kiểm soát. Nghiên cứu  đã phát hiện ra rằng cách nuôi dạy con cái có liên quan đáng kể đến sức khỏe và tinh thần sau này của trẻ. Cụ thể, nuôi dạy con cái có thẩm quyền liên quan tích cực đến sức khỏe tâm thần và sự hài lòng với cuộc sống, và nuôi dạy con cái độc đoán có liên quan tiêu cực đến các biến số này. Với cách nuôi dạy con cái độc tài và chiều chuộng ở hai đầu đối diện của phổ dạy con, hầu hết các mô hình nuôi dạy con hiện đại thông thường rơi vào đâu đó ở giữa.
Phong cách nuôi dạy ra lệnh
Được mô tả bởi Baumrind là phong cách "vừa phải", nó kết hợp nhu cầu ở mức độ trung bình đối với trẻ và khả năng đáp ứng ở mức độ trung bình từ cha mẹ. Cha mẹ có thẩm quyền dựa vào củng cố tích cực và sử dụng hình phạt không thường xuyên. Cha mẹ nhận thức rõ hơn về cảm xúc và khả năng của trẻ và hỗ trợ sự phát triển quyền tự chủ của trẻ trong giới hạn hợp lý. Có một bầu không khí cho và nhận liên quan đến giao tiếp giữa cha mẹ và con cái và cả sự kiểm soát và hỗ trợ đều được cân bằng. Nghiên cứu   cho thấy phong cách này có lợi hơn phong cách độc đoán quá cứng hoặc phong cách cho phép quá mềm.
Phong cách nuôi dạy con cái độc đoán
Cha mẹ độc đoán rất cứng nhắc và nghiêm khắc. Yêu cầu cao được đặt lên đứa trẻ, nhưng có rất ít phản ứng với chúng. Cha mẹ thực hành cách nuôi dạy con cái độc tài có một bộ quy tắc và kỳ vọng không thể thương lượng được thực thi nghiêm ngặt và đòi hỏi sự vâng lời cứng nhắc. Khi các quy tắc không được tuân theo, hình phạt thường được sử dụng để thúc đẩy và bảo đảm sự vâng lời trong tương lai. Thường không có lời giải thích nào về hình phạt ngoại trừ việc đứa trẻ gặp rắc rối vì vi phạm quy tắc. Phong cách làm cha mẹ này có liên quan chặt chẽ với hình phạt về thể xác, chẳng hạn như đánh đòn và "Bởi vì bố/mẹ đã nói như vậy" là một câu trả lời điển hình cho câu hỏi về quyền lực của trẻ em. Kiểu nuôi dạy con này được nhìn thấy thường xuyên hơn trong các gia đình thuộc tầng lớp lao động so với tầng lớp trung lưu. Năm 1983 Diana Baumrind phát hiện ra rằng những đứa trẻ được nuôi dưỡng trong một ngôi nhà kiểu độc đoán ít vui vẻ, nhiều tâm trạng và dễ bị căng thẳng hơn. Trong nhiều trường hợp những đứa trẻ này cũng thể hiện sự thù địch thụ động.
Phong cách nuôi dạy cho phép (chiều chuộng)
Cho phép, hay nuông chiều, nuôi dạy con cái phổ biến ở tầng lớp trung lưu hơn là trong các gia đình thuộc tầng lớp lao động. Trong các cài đặt này, sự tự do và tự chủ của trẻ em được đánh giá cao và cha mẹ có xu hướng chủ yếu dựa vào lý luận và giải thích. Cha mẹ là không cam kết, vì vậy có xu hướng ít nếu có bất kỳ hình phạt hoặc quy tắc rõ ràng trong phong cách làm cha mẹ này. Những bậc cha mẹ nói rằng con cái họ không bị ràng buộc bên ngoài và có xu hướng phản ứng cao với bất cứ điều gì trẻ muốn vào lúc đó. Con cái của cha mẹ chiều chuộng nói chung là hạnh phúc nhưng đôi khi thể hiện mức độ tự kiểm soát và tự lực thấp vì chúng thiếu cấu trúc ở trong nhà.
Phong cách nuôi dạy kiểu không quan tâm
Kiểu nuôi dạy con không quan tâm hoặc bỏ bê là khi cha mẹ thường xuyên vắng mặt về mặt cảm xúc hoặc thể chất. Cha mẹ có ít hoặc không mong đợi đứa trẻ và thường xuyên không có giao tiếp. Họ không đáp ứng nhu cầu của trẻ và không có nhiều kỳ vọng về hành vi. Nếu có, họ có thể cung cấp những gì đứa trẻ cần để sống sót mà không cần tham gia. Thường có một khoảng cách lớn giữa cha mẹ và con cái với cách nuôi dạy con cái này.  Trẻ em có ít hoặc không có giao tiếp với cha mẹ của chúng có xu hướng trở thành nạn nhân của những đứa trẻ khác và bản thân chúng có thể có hành vi lệch lạc. Con cái của cha mẹ không quan tâm có chỉ số kém về năng lực xã hội, kết quả học tập, phát triển tâm lý xã hội và hành vi có vấn đề.